# Südamarasi
Südamarasi (indonesisch Amarasi Selatan) ist ein indonesischer Distrikt (Kecamatan) im Westen der Insel Timor.

## Geographie
| „Dorf“ (Desa) | Verwaltungssitz | Fläche    | Einwohner | Bevölkerungs- dichte |
| ------------- | --------------- | --------- | --------- | -------------------- |
| Sahraen       | Sahraen         | 38,91 km² | 1987      | 51                   |
| Retraen       | Kretan          | 15,91 km² | 1809      | 113                  |
| Buraen        | Buraen          | 64,57 km² | 3122      | 48                   |
| Nekmese       | Nekmese         | 26,95 km² | 2217      | 82                   |
| Sonraen       | Sonraen         | 26,47 km² | 1943      | 73                   |

Der Distrikt befindet sich an der Küste der Timorsee, im Süden des Regierungsbezirks Kupang der Provinz Ost-Nusa-Tenggara (Nusa Tenggara Timur).Nördlich liegt der Distrikt Amarasi, westlich Westamarasi (Amarasi Barat) und östlich Ostamarasi (Amarasi Timur).
Südamarasi hat eine Fläche von 172,81 km² und teilt sich in die fünf Desa Sahraen, Retraen, Buraen, Nekmese und Sonraen.  Das Territorium liegt in einer Meereshöhe von bis etwa 550 m. Das tropische Klima teilt sich, wie sonst auch auf Timor, in eine Regen- und eine Trockenzeit.

## Einwohner

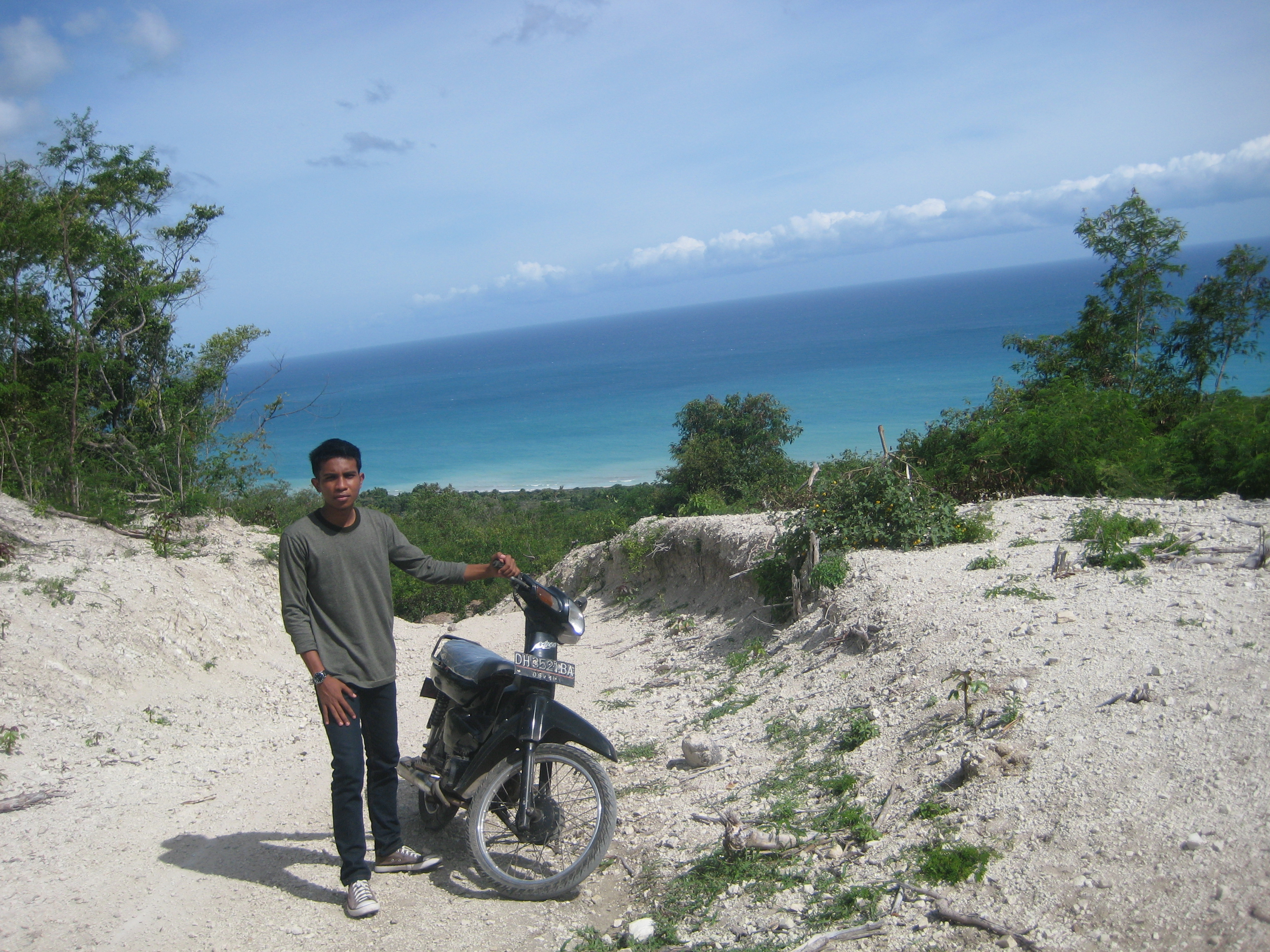
In Buraen, Südamarasi

2016 lebten in Südamarasi 11.078 Einwohner. 5662 waren Männer, 5416 Frauen. Die Bevölkerungsdichte lag bei 64 Personen pro Quadratkilometer. 1766 Personen bekannten sich zum katholischen Glauben, 9142 waren Protestanten, 39 Personen muslimischen Glaubens und drei Hindu. Im Distrikt gab es fünf katholische und 26 protestantische Kirchen.

## Wirtschaft, Infrastruktur und Verkehr
Die meisten Einwohner des Distrikts leben von der Landwirtschaft. Als Haustiere werden Rinder (6139), Pferde (41), Büffel (zwei), Schweine (3645), Ziegen (938), Enten (8141) und Hühner (23.954) gehalten. Auf 1412 Hektar wird Mais angebaut, auf 170 Hektar Reis, auf 616 Hektar Maniok und auf 323 Hektar Süßkartoffeln. Daneben erntet man Senf, Tomaten, Bohnen, Orangen, Bananen, Mangos, Papayas, Jackfrüchte, Avocados, Stachelannonen, Kokosnüsse, Kakao, Kapok, Lichtnüsse, Arecanüsse, Kaffee, Cashewnüsse und Muskatnüsse. 2015 wurden insgesamt 29,65 Tonnen Fisch gefangen, darunter Sardellen, Zackenbarsche und andere.
In Südamarasi gibt es vier Kindergärten, zwölf Grundschulen, sieben Mittelschulen und vier weiterführende Schule. Zur medizinischen Versorgung stehen ein kommunales Gesundheitszentrum (Puskesmas) in Sonraen und vier medizinische Versorgungszentren (Puskesmas Pembantu) zur Verfügung. Ein Arzt, acht Hebammen und eine Krankenschwester arbeiten in dem Distrikt.
19,4 Kilometer Straßen sind asphaltiert. Mit Kies sind 64,25 Kilometer Straßen bedeckt. Einfache Lehmpisten im Distrikt haben eine Länge von 66,5 Kilometer. Der öffentliche Verkehr wird betrieben durch vier Kleinbusse, 34 Pick-Ups, 14 Lastwagen und 94 Motorrädern.